# Medelpads östra domsagas tingslag
Medelpads östra domsagas tingslag var ett tingslag i Västernorrlands län. Det omfattade den mindre östra och nordöstra delen av landskapet Medelpad inom nuvarande Sundsvalls och Timrå kommuner.  Tingsplats var Sundsvall.
Tingslaget bildades den 1 januari 1936 (enligt beslut den 18 oktober 1935) när de två tidigare tingslagen Indal och Njurunda, Sköns och Ljustorp slogs samman. Tingslaget uppgick den 1 januari 1965 i Medelpads domsagas tingslag.
Tingslaget ingick i Medelpads östra domsaga, bildad den 1 januari 1879.

## Ingående områden

### Socknar
Medelpads östra domsagas tingslag omfattade åtta socknar. 
- Före 1936 hörande till Indals tingslag
  - Holm
  - Indal
  - Liden (före 1936 Indals-Liden)
- Före 1936 hörande till Njurunda, Sköns och Ljustorps tingslag
  - Alnö
  - Hässjö
  - Ljustorp
  - Njurunda
  - Skön
  - Timrå
  - Tynderö

### Kommuner (från 1952)
- Alnö landskommun
- Hässjö landskommun
- Indals-Lidens landskommun
- Njurunda landskommun
- Sköns köping
- Timrå köping